# Rapport (Militär)

"Rapport"
Personalstärkemeldung der ersten Kompanie des Füsilier-Regiments „Königin“

Unter einem Rapport versteht man im Militär, sowohl auch bei der Polizei und der Feuerwehr eine Meldung bzw. einen dokumentierten Tätigkeitsbericht. In der Schweiz wird der Ausdruck für eine militärische Sitzung verwendet, an welcher die Teilnehmer nach einer Tagesordnung verschiedene Themen behandeln und Entscheidungen fällen. 
Je nach Zweck des Rapports kann man noch unterscheiden beispielsweise unter einem
- Befehlsgebungsrapport
- Orientierungsrapport

Rapporte können auch befohlen werden, z. B. aufgrund vorangegangener Dienstvergehen.